# Interlands Italiaans voetbalelftal 1990-1999
Deze pagina toont een chronologisch en gedetailleerd overzicht van de interlands die het Italiaans voetbalelftal heeft gespeeld in de periode 1990 – 1999.

## Interlands

### 1990
|                                                                          |           |       |        |                                                                             |
| 21 februari Vriendschappelijk № 467 «onderlinge duels» 20:00 uur (UTC+1) | Nederland | 0 – 0 | Italië | De Kuip, Rotterdam Toeschouwers: 24.198 Scheidsrechter: Gérard Biguet (FRA) |
| 21 februari Vriendschappelijk № 467 «onderlinge duels» 20:00 uur (UTC+1) |           |       |        | De Kuip, Rotterdam Toeschouwers: 24.198 Scheidsrechter: Gérard Biguet (FRA) |

|                                                                       |             |                       |        |                                                                                         |
| 31 maart Vriendschappelijk № 468 «onderlinge duels» 16:00 uur (UTC+2) | Zwitserland | 0 – 1                 | Italië | St. Jakob-Park, Bazel Toeschouwers: 25.000 Scheidsrechter: Karl-Josef Assenmacher (GER) |
| 31 maart Vriendschappelijk № 468 «onderlinge duels» 16:00 uur (UTC+2) |             | 68' Luigi De Agostini |        | St. Jakob-Park, Bazel Toeschouwers: 25.000 Scheidsrechter: Karl-Josef Assenmacher (GER) |

| Wereldkampioenschap voetbal 1990 |
| -------------------------------- |

|                                                                   |                         |       |            |                                                                                      |
| 9 juni WK 1990 Groep A № 469 «onderlinge duels» 21:00 uur (UTC+2) | Italië                  | 1 – 0 | Oostenrijk | Stadio Olimpico, Rome Toeschouwers: 73.303 Scheidsrechter: José Roberto Wright (BRA) |
| 9 juni WK 1990 Groep A № 469 «onderlinge duels» 21:00 uur (UTC+2) | Salvatore Schillaci 78' |       |            | Stadio Olimpico, Rome Toeschouwers: 73.303 Scheidsrechter: José Roberto Wright (BRA) |

|                                                                    |                       |       |                  |                                                                                  |
| 14 juni WK 1990 Groep A № 470 «onderlinge duels» 21:00 uur (UTC+2) | Italië                | 1 – 0 | Verenigde Staten | Stadio Olimpico, Rome Toeschouwers: 73.423 Scheidsrechter: Edgardo Codesal (MEX) |
| 14 juni WK 1990 Groep A № 470 «onderlinge duels» 21:00 uur (UTC+2) | Giuseppe Giannini 11' |       |                  | Stadio Olimpico, Rome Toeschouwers: 73.423 Scheidsrechter: Edgardo Codesal (MEX) |

|                                                                    |                                           |       |                   |                                                                               |
| 19 juni WK 1990 Groep A № 471 «onderlinge duels» 21:00 uur (UTC+2) | Italië                                    | 2 – 0 | Tsjecho-Slowakije | Stadio Olimpico, Rome Toeschouwers: 73.303 Scheidsrechter: Joël Quiniou (FRA) |
| 19 juni WK 1990 Groep A № 471 «onderlinge duels» 21:00 uur (UTC+2) | Salvatore Schillaci 9' Roberto Baggio 78' |       |                   | Stadio Olimpico, Rome Toeschouwers: 73.303 Scheidsrechter: Joël Quiniou (FRA) |

|                                                                           |                                         |       |         |                                                                                  |
| 25 juni WK 1990 Achtste finale № 472 «onderlinge duels» 21:00 uur (UTC+2) | Italië                                  | 2 – 0 | Uruguay | Stadio Olimpico, Rome Toeschouwers: 73.303 Scheidsrechter: George Courtney (ENG) |
| 25 juni WK 1990 Achtste finale № 472 «onderlinge duels» 21:00 uur (UTC+2) | Salvatore Schillaci 65' Aldo Serena 83' |       |         | Stadio Olimpico, Rome Toeschouwers: 73.303 Scheidsrechter: George Courtney (ENG) |

|                                                                        |                         |       |         |                                                                                       |
| 30 juni WK 1990 Kwartfinale № 473 «onderlinge duels» 21:00 uur (UTC+2) | Italië                  | 1 – 0 | Ierland | Stadio Olimpico, Rome Toeschouwers: 73.303 Scheidsrechter: Carlos Silva Valente (POR) |
| 30 juni WK 1990 Kwartfinale № 473 «onderlinge duels» 21:00 uur (UTC+2) | Salvatore Schillaci 38' |       |         | Stadio Olimpico, Rome Toeschouwers: 73.303 Scheidsrechter: Carlos Silva Valente (POR) |

|                                                                        |                                                                             |              |                                                                     |                                                                                    |
| 3 juli WK 1990 Halve finale № 474 «onderlinge duels» 20:00 uur (UTC+2) | Italië                                                                      | 1 – 1 (n.v.) | Argentinië                                                          | Stadio San Paolo, Napels Toeschouwers: 59.978 Scheidsrechter: Michel Vautrot (FRA) |
| 3 juli WK 1990 Halve finale № 474 «onderlinge duels» 20:00 uur (UTC+2) | Salvatore Schillaci 17'                                                     |              | 67' Claudio Caniggia                                                | Stadio San Paolo, Napels Toeschouwers: 59.978 Scheidsrechter: Michel Vautrot (FRA) |
| 3 juli WK 1990 Halve finale № 474 «onderlinge duels» 20:00 uur (UTC+2) | Strafschoppen                                                               |              |                                                                     | Stadio San Paolo, Napels Toeschouwers: 59.978 Scheidsrechter: Michel Vautrot (FRA) |
| 3 juli WK 1990 Halve finale № 474 «onderlinge duels» 20:00 uur (UTC+2) | Franco Baresi Roberto Baggio Luigi De Agostini Roberto Donadoni Aldo Serena | 3–4          | José Serrizuela Jorge Burruchaga Julio Olarticoechea Diego Maradona | Stadio San Paolo, Napels Toeschouwers: 59.978 Scheidsrechter: Michel Vautrot (FRA) |

|                                                                        |                                                   |       |                 |                                                                                 |
| 7 juli WK 1990 Troostfinale № 475 «onderlinge duels» 20:00 uur (UTC+2) | Italië                                            | 2 – 1 | Engeland        | Stadio San Nicola, Bari Toeschouwers: 51.426 Scheidsrechter: Joël Quiniou (FRA) |
| 7 juli WK 1990 Troostfinale № 475 «onderlinge duels» 20:00 uur (UTC+2) | Roberto Baggio 71' Salvatore Schillaci 86' (pen.) |       | 81' David Platt | Stadio San Nicola, Bari Toeschouwers: 51.426 Scheidsrechter: Joël Quiniou (FRA) |

|  |  |  |  |  |  |  |  |  |

|                                                                           |                    |       |           |                                                                                       |
| 26 september Vriendschappelijk № 476 «onderlinge duels» 20:15 uur (UTC+2) | Italië             | 1 – 0 | Nederland | Stadio La Favorita, Palermo Toeschouwers: 33.000 Scheidsrechter: Zoran Petrović (YUG) |
| 26 september Vriendschappelijk № 476 «onderlinge duels» 20:15 uur (UTC+2) | Roberto Baggio 45' |       |           | Stadio La Favorita, Palermo Toeschouwers: 33.000 Scheidsrechter: Zoran Petrović (YUG) |

|                                                                            |                   |       |                           |                                                                              |
| 17 oktober EK 1992 kwalificatie № 477 «onderlinge duels» 19:00 uur (UTC+1) | Hongarije         | 1 – 1 | Italië                    | Népstadion, Boedapest Toeschouwers: 24.431 Scheidsrechter: Bo Karlsson (SWE) |
| 17 oktober EK 1992 kwalificatie № 477 «onderlinge duels» 19:00 uur (UTC+1) | László Disztl 16' |       | 54' (pen.) Roberto Baggio | Népstadion, Boedapest Toeschouwers: 24.431 Scheidsrechter: Bo Karlsson (SWE) |

|                                                                            |        |       |             |                                                                                        |
| 3 november EK 1992 kwalificatie № 478 «onderlinge duels» 14:30 uur (UTC+1) | Italië | 0 – 0 | Sovjet-Unie | Stadio Olimpico, Rome Toeschouwers: 52.208 Scheidsrechter: Marcel Van Langenhove (BEL) |
| 3 november EK 1992 kwalificatie № 478 «onderlinge duels» 14:30 uur (UTC+1) |        |       |             | Stadio Olimpico, Rome Toeschouwers: 52.208 Scheidsrechter: Marcel Van Langenhove (BEL) |

|                                                                             |        |                                                                            |        |                                                                              |
| 22 december EK 1992 kwalificatie № 479 «onderlinge duels» 15:00 uur (UTC+2) | Cyprus | 0 – 4                                                                      | Italië | Tsirionstadion, Limasol Toeschouwers: 9.185 Scheidsrechter: Ivan Grégr (TCH) |
| 22 december EK 1992 kwalificatie № 479 «onderlinge duels» 15:00 uur (UTC+2) |        | 15' Pietro Vierchowod 22' Aldo Serena 44' Attilio Lombardo 50' Aldo Serena |        | Tsirionstadion, Limasol Toeschouwers: 9.185 Scheidsrechter: Ivan Grégr (TCH) |

### 1991
|                                                                          |        |       |        |                                                                                             |
| 13 februari Vriendschappelijk № 480 «onderlinge duels» 20:15 uur (UTC+1) | Italië | 0 – 0 | België | Stadio Libero Liberati, Terni Toeschouwers: 20.788 Scheidsrechter: Stavros Zakestidis (GRE) |
| 13 februari Vriendschappelijk № 480 «onderlinge duels» 20:15 uur (UTC+1) |        |       |        | Stadio Libero Liberati, Terni Toeschouwers: 20.788 Scheidsrechter: Stavros Zakestidis (GRE) |

|                                                                       |                                                              |       |                          |                                                                               |
| 1 mei EK 1992 kwalificatie № 481 «onderlinge duels» 20:15 uur (UTC+2) | Italië                                                       | 3 – 1 | Hongarije                | Arechistadion, Salerno Toeschouwers: 33.850 Scheidsrechter: Joe Worrall (ENG) |
| 1 mei EK 1992 kwalificatie № 481 «onderlinge duels» 20:15 uur (UTC+2) | Roberto Donadoni 4' Roberto Donadoni 16' Gianluca Vialli 56' |       | 65' (pen.) György Bognár | Arechistadion, Salerno Toeschouwers: 33.850 Scheidsrechter: Joe Worrall (ENG) |

|                                                                        |                                       |       |                         |                                                                                     |
| 5 juni EK 1992 kwalificatie № 482 «onderlinge duels» 20:00 uur (UTC+2) | Noorwegen                             | 2 – 1 | Italië                  | Ullevaalstadion, Oslo Toeschouwers: 27.500 Scheidsrechter: Mario van der Ende (NED) |
| 5 juni EK 1992 kwalificatie № 482 «onderlinge duels» 20:00 uur (UTC+2) | Tore André Dahlum 5' Lars Bohinen 25' |       | 78' Salvatore Schillaci | Ullevaalstadion, Oslo Toeschouwers: 27.500 Scheidsrechter: Mario van der Ende (NED) |

|                                                                                            |            |                                               |        |                                                                            |
| 12 juni Vriendschappelijk Scania 100 Tournament № 483 «onderlinge duels» 19:00 uur (UTC+2) | Denemarken | 0 – 2                                         | Italië | Malmö Stadion, Malmö Toeschouwers: 8.741 Scheidsrechter: Bo Karlsson (SWE) |
| 12 juni Vriendschappelijk Scania 100 Tournament № 483 «onderlinge duels» 19:00 uur (UTC+2) |            | 106' Ruggiero Rizzitelli 108' Gianluca Vialli |        | Malmö Stadion, Malmö Toeschouwers: 8.741 Scheidsrechter: Bo Karlsson (SWE) |

|                                                                                            |                                                                |              |                                                                                    |                                                                                 |
| 16 juni Vriendschappelijk Scania 100 Tournament № 484 «onderlinge duels» 18:00 uur (UTC+2) | Italië                                                         | 1 – 1 (n.v.) | Sovjet-Unie                                                                        | Råsundastadion, Solna Toeschouwers: 8.062 Scheidsrechter: George Courtney (ENG) |
| 16 juni Vriendschappelijk Scania 100 Tournament № 484 «onderlinge duels» 18:00 uur (UTC+2) | Giuseppe Giannini 43'                                          |              | 2' Igor Kornejev                                                                   | Råsundastadion, Solna Toeschouwers: 8.062 Scheidsrechter: George Courtney (ENG) |
| 16 juni Vriendschappelijk Scania 100 Tournament № 484 «onderlinge duels» 18:00 uur (UTC+2) | Strafschoppen                                                  |              |                                                                                    | Råsundastadion, Solna Toeschouwers: 8.062 Scheidsrechter: George Courtney (ENG) |
| 16 juni Vriendschappelijk Scania 100 Tournament № 484 «onderlinge duels» 18:00 uur (UTC+2) | Nicola Berti Franco Baresi Luigi De Agostini Pietro Vierchowod | 3–2          | Igor Sjalimov Oleh Koeznetsov Vasili Kulkov Andrej Kantsjelskis Aleksandr Mostovoj | Råsundastadion, Solna Toeschouwers: 8.062 Scheidsrechter: George Courtney (ENG) |

|                                                                           |                                                  |       |                       |                                                                                          |
| 25 september Vriendschappelijk № 485 «onderlinge duels» 19:00 uur (UTC+3) | Bulgarije                                        | 2 – 1 | Italië                | Vasil Levskistadion, Sofia Toeschouwers: 20.000 Scheidsrechter: Branimir Babarogić (YUG) |
| 25 september Vriendschappelijk № 485 «onderlinge duels» 19:00 uur (UTC+3) | Emil Kostadinov 8' Christo Stoitsjkov 50' (pen.) |       | 55' Giuseppe Giannini | Vasil Levskistadion, Sofia Toeschouwers: 20.000 Scheidsrechter: Branimir Babarogić (YUG) |

|                                                                            |             |       |        |                                                                                       |
| 12 oktober EK 1992 kwalificatie № 486 «onderlinge duels» 19:00 uur (UTC+2) | Sovjet-Unie | 0 – 0 | Italië | Centraal Leninstadion, Moskou Toeschouwers: 86.486 Scheidsrechter: Bruno Galler (SUI) |
| 12 oktober EK 1992 kwalificatie № 486 «onderlinge duels» 19:00 uur (UTC+2) |             |       |        | Centraal Leninstadion, Moskou Toeschouwers: 86.486 Scheidsrechter: Bruno Galler (SUI) |

|                                                                             |                         |       |                        |                                                                                                |
| 13 november EK 1992 kwalificatie № 487 «onderlinge duels» 19:15 uur (UTC+1) | Italië                  | 1 – 1 | Noorwegen              | Stadio Luigi Ferraris, Genua Toeschouwers: 17.727 Scheidsrechter: Karl-Josef Assenmacher (GER) |
| 13 november EK 1992 kwalificatie № 487 «onderlinge duels» 19:15 uur (UTC+1) | Ruggiero Rizzitelli 82' |       | 60' Jahn Ivar Jakobsen | Stadio Luigi Ferraris, Genua Toeschouwers: 17.727 Scheidsrechter: Karl-Josef Assenmacher (GER) |

|                                                                             |                                        |       |        |                                                                                               |
| 21 december EK 1992 kwalificatie № 488 «onderlinge duels» 14:30 uur (UTC+1) | Italië                                 | 2 – 0 | Cyprus | Pino Zaccheriastadion, Foggia Toeschouwers: 16.353 Scheidsrechter: Joaquín Ramos Marcos (ESP) |
| 21 december EK 1992 kwalificatie № 488 «onderlinge duels» 14:30 uur (UTC+1) | Gianluca Vialli 28' Roberto Baggio 55' |       |        | Pino Zaccheriastadion, Foggia Toeschouwers: 16.353 Scheidsrechter: Joaquín Ramos Marcos (ESP) |

### 1992
|                                                                          |                                                                                    |       |            |                                                                                       |
| 19 februari Vriendschappelijk № 489 «onderlinge duels» 15:00 uur (UTC+1) | Italië                                                                             | 4 – 0 | San Marino | Stadio Dino Manuzzi, Cesena Toeschouwers: 18.353 Scheidsrechter: Arturo Martino (SUI) |
| 19 februari Vriendschappelijk № 489 «onderlinge duels» 15:00 uur (UTC+1) | Roberto Baggio 36' Roberto Donadoni 42' Pierluigi Casiraghi 47' Roberto Baggio 84' |       |            | Stadio Dino Manuzzi, Cesena Toeschouwers: 18.353 Scheidsrechter: Arturo Martino (SUI) |

|                                                                       |                           |       |           |                                                                                   |
| 25 maart Vriendschappelijk № 490 «onderlinge duels» 20:30 uur (UTC+1) | Italië                    | 1 – 0 | Duitsland | Stadio delle Alpi, Turijn Toeschouwers: 35.802 Scheidsrechter: Rune Larsson (SWE) |
| 25 maart Vriendschappelijk № 490 «onderlinge duels» 20:30 uur (UTC+1) | Roberto Baggio 86' (pen.) |       |           | Stadio delle Alpi, Turijn Toeschouwers: 35.802 Scheidsrechter: Rune Larsson (SWE) |

|                                                               |        |       |          |                                                                                |
| 31 mei US Cup 1992 № 491 «onderlinge duels» 15:00 uur (UTC−4) | Italië | 0 – 0 | Portugal | Yale Bowl, New Haven Toeschouwers: 38.833 Scheidsrechter: Raúl Domínguez (USA) |
| 31 mei US Cup 1992 № 491 «onderlinge duels» 15:00 uur (UTC−4) |        |       |          | Yale Bowl, New Haven Toeschouwers: 38.833 Scheidsrechter: Raúl Domínguez (USA) |

|                                                               |                                                       |       |         |                                                                                      |
| 4 juni US Cup 1992 № 492 «onderlinge duels» 16:00 uur (UTC−4) | Italië                                                | 2 – 0 | Ierland | Foxboro Stadium, Foxborough Toeschouwers: 34.797 Scheidsrechter: Jack D`Aquila (USA) |
| 4 juni US Cup 1992 № 492 «onderlinge duels» 16:00 uur (UTC−4) | Giuseppe Signori 17' Alessandro Costacurta 67' (pen.) |       |         | Foxboro Stadium, Foxborough Toeschouwers: 34.797 Scheidsrechter: Jack D`Aquila (USA) |

|                                                               |                  |       |                   |                                                                               |
| 6 juni US Cup 1992 № 493 «onderlinge duels» 14:00 uur (UTC−5) | Verenigde Staten | 1 – 1 | Italië            | Soldier Field, Chicago Toeschouwers: 26.874 Scheidsrechter: José Vargas (CRC) |
| 6 juni US Cup 1992 № 493 «onderlinge duels» 14:00 uur (UTC−5) | John Harkes 23'  |       | 2' Roberto Baggio | Soldier Field, Chicago Toeschouwers: 26.874 Scheidsrechter: José Vargas (CRC) |

|                                                                          |                                                            |       |                                              |                                                                                   |
| 9 september Vriendschappelijk № 494 «onderlinge duels» 20:00 uur (UTC+2) | Nederland                                                  | 2 – 3 | Italië                                       | Philips Stadion, Eindhoven Toeschouwers: 12.800 Scheidsrechter: Markus Merk (GER) |
| 9 september Vriendschappelijk № 494 «onderlinge duels» 20:00 uur (UTC+2) | Dennis Bergkamp 4' Dennis Bergkamp 21' Gianluca Vialli 77' |       | 29' Stefano Eranio 41' (pen.) Roberto Baggio | Philips Stadion, Eindhoven Toeschouwers: 12.800 Scheidsrechter: Markus Merk (GER) |

|                                                                            |                                       |       |                                             |                                                                                       |
| 14 oktober WK 1994 kwalificatie № 495 «onderlinge duels» 20:15 uur (UTC+1) | Italië                                | 2 – 2 | Zwitserland                                 | Stadio Sant'Elia, Cagliari Toeschouwers: 26.216 Scheidsrechter: Peter Mikkelsen (DEN) |
| 14 oktober WK 1994 kwalificatie № 495 «onderlinge duels» 20:15 uur (UTC+1) | Roberto Baggio 83' Stefano Eranio 90' |       | 17' Christophe Ohrel 20' Stéphane Chapuisat | Stadio Sant'Elia, Cagliari Toeschouwers: 26.216 Scheidsrechter: Peter Mikkelsen (DEN) |

|                                                                           |           |       |        |                                                                                    |
| 18 november WK 1994 kwalificatie № 496 «onderlinge duels» 20:00 uur (UTC) | Schotland | 0 – 0 | Italië | Ibrox Stadium, Glasgow Toeschouwers: 33.029 Scheidsrechter: Aron Schmidhuber (GER) |
| 18 november WK 1994 kwalificatie № 496 «onderlinge duels» 20:00 uur (UTC) |           |       |        | Ibrox Stadium, Glasgow Toeschouwers: 33.029 Scheidsrechter: Aron Schmidhuber (GER) |

|                                                                             |                    |       |                                          |                                                                                   |
| 19 december WK 1994 kwalificatie № 497 «onderlinge duels» 14:30 uur (UTC+1) | Malta              | 1 – 2 | Italië                                   | Ta' Qalistadion, Ta' Qali Toeschouwers: 25.000 Scheidsrechter: Guy Goethals (BEL) |
| 19 december WK 1994 kwalificatie № 497 «onderlinge duels» 14:30 uur (UTC+1) | Martin Gregory 86' |       | 60' Gianluca Vialli 63' Giuseppe Signori | Ta' Qalistadion, Ta' Qali Toeschouwers: 25.000 Scheidsrechter: Guy Goethals (BEL) |

### 1993
|                                                                         |                                      |       |        |                                                                                        |
| 20 januari Vriendschappelijk № 498 «onderlinge duels» 20:30 uur (UTC+1) | Italië                               | 2 – 0 | Mexico | Stadio Artemio Franchi, Florence Toeschouwers: 19.259 Scheidsrechter: Marc Batta (FRA) |
| 20 januari Vriendschappelijk № 498 «onderlinge duels» 20:30 uur (UTC+1) | Roberto Baggio 56' Paolo Maldini 80' |       |        | Stadio Artemio Franchi, Florence Toeschouwers: 19.259 Scheidsrechter: Marc Batta (FRA) |

|                                                                             |                           |       |                                                           |                                                                                 |
| 24 februari WK 1994 kwalificatie № 499 «onderlinge duels» 21:30 uur (UTC+1) | Portugal                  | 1 – 3 | Italië                                                    | Estádio das Antas, Porto Toeschouwers: 30.761 Scheidsrechter: Bo Karlsson (SWE) |
| 24 februari WK 1994 kwalificatie № 499 «onderlinge duels» 21:30 uur (UTC+1) | Fernando Couto 57' (pen.) |       | 2' Roberto Baggio 25' Pierluigi Casiraghi 74' Dino Baggio | Estádio das Antas, Porto Toeschouwers: 30.761 Scheidsrechter: Bo Karlsson (SWE) |

|                                                                          | |       |                            |                                                                                          |
| 24 maart WK 1994 kwalificatie № 500 «onderlinge duels» 20:30 uur (UTC+1) | Italië | 6 – 1 | Malta                      | Stadio La Favorita, Palermo Toeschouwers: 33.720 Scheidsrechter: Vassilios Nikakis (GRE) |
| 24 maart WK 1994 kwalificatie № 500 «onderlinge duels» 20:30 uur (UTC+1) | Dino Baggio 19' Giuseppe Signori 38' Pietro Vierchowod 48' Roberto Mancini 58' Paolo Maldini 73' Roberto Mancini 89' |       | 68' (pen.) Carmel Busuttil | Stadio La Favorita, Palermo Toeschouwers: 33.720 Scheidsrechter: Vassilios Nikakis (GRE) |

|                                                                          |                                         |       |         |                                                                                   |
| 14 april WK 1994 kwalificatie № 501 «onderlinge duels» 20:30 uur (UTC+2) | Italië                                  | 2 – 0 | Estland | Stadio del Conero, Triëst Toeschouwers: 33.000 Scheidsrechter: Sándor Piler (HUN) |
| 14 april WK 1994 kwalificatie № 501 «onderlinge duels» 20:30 uur (UTC+2) | Roberto Baggio 21' Giuseppe Signori 87' |       |         | Stadio del Conero, Triëst Toeschouwers: 33.000 Scheidsrechter: Sándor Piler (HUN) |

|                                                                       |                   |       |        |                                                                                    |
| 1 mei WK 1994 kwalificatie № 502 «onderlinge duels» 20:15 uur (UTC+2) | Zwitserland       | 1 – 0 | Italië | Wankdorfstadion, Bern Toeschouwers: 32.000 Scheidsrechter: Antonio Navarrete (ESP) |
| 1 mei WK 1994 kwalificatie № 502 «onderlinge duels» 20:15 uur (UTC+2) | Marc Hottiger 55' |       |        | Wankdorfstadion, Bern Toeschouwers: 32.000 Scheidsrechter: Antonio Navarrete (ESP) |

|                                                                              |         |                                                                  |        |                                                                                 |
| 22 september WK 1994 kwalificatie № 503 «onderlinge duels» 20:15 uur (UTC+3) | Estland | 0 – 3                                                            | Italië | Kadriorustadion, Tallinn Toeschouwers: 5.350 Scheidsrechter: Jan Damgaard (DEN) |
| 22 september WK 1994 kwalificatie № 503 «onderlinge duels» 20:15 uur (UTC+3) |         | 20' (pen.) Roberto Baggio 61' Roberto Mancini 76' Roberto Baggio |        | Kadriorustadion, Tallinn Toeschouwers: 5.350 Scheidsrechter: Jan Damgaard (DEN) |

|                                                                         |                                                                |       |                     |                                                                                  |
| 13 oktober Vriendschappelijk № 504 «onderlinge duels» 20:30 uur (UTC+1) | Italië                                                         | 3 – 1 | Schotland           | Stadio Olimpico, Rome Toeschouwers: 61.178 Scheidsrechter: Ion Crăciunescu (ROU) |
| 13 oktober Vriendschappelijk № 504 «onderlinge duels» 20:30 uur (UTC+1) | Roberto Donadoni 3' Pierluigi Casiraghi 16' Stefano Eranio 80' |       | 17' Kevin Gallacher | Stadio Olimpico, Rome Toeschouwers: 61.178 Scheidsrechter: Ion Crăciunescu (ROU) |

|                                                                             |                 |       |          |                                                                            |
| 17 november WK 1994 kwalificatie № 505 «onderlinge duels» 20:30 uur (UTC+1) | Italië          | 1 – 0 | Portugal | San Siro, Milaan Toeschouwers: 71.513 Scheidsrechter: Ryszard Wójcik (POL) |
| 17 november WK 1994 kwalificatie № 505 «onderlinge duels» 20:30 uur (UTC+1) | Dino Baggio 83' |       |          | San Siro, Milaan Toeschouwers: 71.513 Scheidsrechter: Ryszard Wójcik (POL) |

### 1994
|                                                                          |        |                     |           |                                                                                 |
| 16 februari Vriendschappelijk № 506 «onderlinge duels» 20:30 uur (UTC+1) | Italië | 0 – 1               | Frankrijk | Stadio San Paolo, Napels Toeschouwers: 17.241 Scheidsrechter: Markus Merk (GER) |
| 16 februari Vriendschappelijk № 506 «onderlinge duels» 20:30 uur (UTC+1) |        | 44' Youri Djorkaeff |           | Stadio San Paolo, Napels Toeschouwers: 17.241 Scheidsrechter: Markus Merk (GER) |

|                                                                       |                                           |       |                 |                                                                                             |
| 23 maart Vriendschappelijk № 507 «onderlinge duels» 20:30 uur (UTC+1) | Duitsland                                 | 2 – 1 | Italië          | Gottlieb Daimlerstadion, Stuttgart Toeschouwers: 52.800 Scheidsrechter: Jim McCluskey (SCO) |
| 23 maart Vriendschappelijk № 507 «onderlinge duels» 20:30 uur (UTC+1) | Jürgen Klinsmann 45' Jürgen Klinsmann 47' |       | 44' Dino Baggio | Gottlieb Daimlerstadion, Stuttgart Toeschouwers: 52.800 Scheidsrechter: Jim McCluskey (SCO) |

|                                                                 |                                              |       |         |                                                                                      |
| 27 mei Vriendschappelijk № 508 «onderlinge duels» 20:30 (UTC+2) | Italië                                       | 2 – 0 | Finland | Stadio Ennio Tardini, Parma Toeschouwers: 16.714 Scheidsrechter: Laszló Vagner (HUN) |
| 27 mei Vriendschappelijk № 508 «onderlinge duels» 20:30 (UTC+2) | Giuseppe Signori 23' Pierluigi Casiraghi 67' |       |         | Stadio Ennio Tardini, Parma Toeschouwers: 16.714 Scheidsrechter: Laszló Vagner (HUN) |

|                                                                     |                      |       |             |                                                                                    |
| 3 juni Vriendschappelijk № 509 «onderlinge duels» 20:30 uur (UTC+2) | Italië               | 1 – 0 | Zwitserland | Stadio Olimpico, Rome Toeschouwers: 38.019 Scheidsrechter: Juan Manuel Brito (ESP) |
| 3 juni Vriendschappelijk № 509 «onderlinge duels» 20:30 uur (UTC+2) | Giuseppe Signori 24' |       |             | Stadio Olimpico, Rome Toeschouwers: 38.019 Scheidsrechter: Juan Manuel Brito (ESP) |

|                                                                      |            |                      |        |                                                                                |
| 11 juni Vriendschappelijk № 510 «onderlinge duels» 14:00 uur (UTC−4) | Costa Rica | 0 – 1                | Italië | Yale Bowl, New Haven Toeschouwers: 23.547 Scheidsrechter: Esse Baharmast (USA) |
| 11 juni Vriendschappelijk № 510 «onderlinge duels» 14:00 uur (UTC−4) |            | 65' Giuseppe Signori |        | Yale Bowl, New Haven Toeschouwers: 23.547 Scheidsrechter: Esse Baharmast (USA) |

| Wereldkampioenschap voetbal 1994 |
| -------------------------------- |

|                                                                    |        |              |         |                                                                                               |
| 18 juni WK 1994 Groep E № 511 «onderlinge duels» 16:00 uur (UTC−4) | Italië | 0 – 1        | Ierland | Giants Stadium, East Rutherford Toeschouwers: 75.338 Scheidsrechter: Mario van der Ende (NED) |
| 18 juni WK 1994 Groep E № 511 «onderlinge duels» 16:00 uur (UTC−4) |        | 11' Houghton |         | Giants Stadium, East Rutherford Toeschouwers: 75.338 Scheidsrechter: Mario van der Ende (NED) |

|                                                                    |                 |       |           |                                                                                         |
| 23 juni WK 1994 Groep E № 512 «onderlinge duels» 16:00 uur (UTC−4) | Italië          | 1 – 0 | Noorwegen | Giants Stadium, East Rutherford Toeschouwers: 74.624 Scheidsrechter: Hellmut Krug (GER) |
| 23 juni WK 1994 Groep E № 512 «onderlinge duels» 16:00 uur (UTC−4) | Dino Baggio 69' |       |           | Giants Stadium, East Rutherford Toeschouwers: 74.624 Scheidsrechter: Hellmut Krug (GER) |

|                                                                    |                     |       |                      |                                                                                            |
| 28 juni WK 1994 Groep E № 513 «onderlinge duels» 12:30 uur (UTC−4) | Italië              | 1 – 1 | Mexico               | RFK Stadium, Washington D.C. Toeschouwers: 52.535 Scheidsrechter: Francisco Lamolina (ARG) |
| 28 juni WK 1994 Groep E № 513 «onderlinge duels» 12:30 uur (UTC−4) | Daniele Massaro 48' |       | 57' Marcelino Bernal | RFK Stadium, Washington D.C. Toeschouwers: 52.535 Scheidsrechter: Francisco Lamolina (ARG) |

|                                                                          |                      |              |                                              |                                                                                      |
| 5 juli WK 1994 Achtste finale № 514 «onderlinge duels» 13:00 uur (UTC−4) | Nigeria              | 1 – 2 (n.v.) | Italië                                       | Foxboro Stadium, Foxborough Toeschouwers: 54.367 Scheidsrechter: Arturo Carter (MEX) |
| 5 juli WK 1994 Achtste finale № 514 «onderlinge duels» 13:00 uur (UTC−4) | Emmanuel Amunike 25' |              | 88' Roberto Baggio 102' (pen) Roberto Baggio | Foxboro Stadium, Foxborough Toeschouwers: 54.367 Scheidsrechter: Arturo Carter (MEX) |

|                                                                       |                                    |       |                        |                                                                                    |
| 9 juli WK 1994 Kwartfinale № 515 «onderlinge duels» 12:30 uur (UTC−4) | Italië                             | 2 – 1 | Spanje                 | Foxboro Stadium, Foxborough Toeschouwers: 53.644 Scheidsrechter: Sándor Puhl (HUN) |
| 9 juli WK 1994 Kwartfinale № 515 «onderlinge duels» 12:30 uur (UTC−4) | Dino Baggio 25' Roberto Baggio 88' |       | 58' José Luís Caminero | Foxboro Stadium, Foxborough Toeschouwers: 53.644 Scheidsrechter: Sándor Puhl (HUN) |

|                                                                         |                              |       |                                       |                                                                                         |
| 13 juli WK 1994 Halve finale № 516 «onderlinge duels» 16:00 uur (UTC−4) | Bulgarije                    | 1 – 2 | Italië                                | Giants Stadium, East Rutherford Toeschouwers: 74.110 Scheidsrechter: Joël Quiniou (FRA) |
| 13 juli WK 1994 Halve finale № 516 «onderlinge duels» 16:00 uur (UTC−4) | Christo Stoitsjkov 44' (pen) |       | 21' Roberto Baggio 25' Roberto Baggio | Giants Stadium, East Rutherford Toeschouwers: 74.110 Scheidsrechter: Joël Quiniou (FRA) |

|                                                                   |                                    |              |                                                                                |                                                                            |
| 17 juli WK 1994 Finale № 517 «onderlinge duels» 12:30 uur (UTC−7) | Brazilië                           | 0 – 0 (n.v.) | Italië                                                                         | Rose Bowl, Pasadena Toeschouwers: 94.194 Scheidsrechter: Sándor Puhl (HUN) |
| 17 juli WK 1994 Finale № 517 «onderlinge duels» 12:30 uur (UTC−7) |                                    |              |                                                                                | Rose Bowl, Pasadena Toeschouwers: 94.194 Scheidsrechter: Sándor Puhl (HUN) |
| 17 juli WK 1994 Finale № 517 «onderlinge duels» 12:30 uur (UTC−7) | Strafschoppen                      |              |                                                                                | Rose Bowl, Pasadena Toeschouwers: 94.194 Scheidsrechter: Sándor Puhl (HUN) |
| 17 juli WK 1994 Finale № 517 «onderlinge duels» 12:30 uur (UTC−7) | Márcio Santos Romário Branco Dunga | 3 – 2        | Franco Baresi Demetrio Albertini Alberico Evani Daniele Massaro Roberto Baggio | Rose Bowl, Pasadena Toeschouwers: 94.194 Scheidsrechter: Sándor Puhl (HUN) |

|  |  |  |  |  |  |  |  |  |

|                                                                             |                 |       |                           |                                                                                         |
| 7 september EK 1996 kwalificatie № 518 «onderlinge duels» 20:15 uur (UTC+2) | Slovenië        | 1 – 1 | Italië                    | Ljudski vrt-stadion, Maribor Toeschouwers: 12.000 Scheidsrechter: Bernd Heynemann (GER) |
| 7 september EK 1996 kwalificatie № 518 «onderlinge duels» 20:15 uur (UTC+2) | Sašo Udovič 13' |       | 16' Alessandro Costacurta | Ljudski vrt-stadion, Maribor Toeschouwers: 12.000 Scheidsrechter: Bernd Heynemann (GER) |

|                                                                           |         |                                               |        |                                                                                  |
| 8 oktober EK 1996 kwalificatie № 519 «onderlinge duels» 20:00 uur (UTC+2) | Estland | 0 – 2                                         | Italië | Kadriorustadion, Tallinn Toeschouwers: 4.000 Scheidsrechter: Werner Müller (SUI) |
| 8 oktober EK 1996 kwalificatie № 519 «onderlinge duels» 20:00 uur (UTC+2) |         | 20' Christian Panucci 77' Pierluigi Casiraghi |        | Kadriorustadion, Tallinn Toeschouwers: 4.000 Scheidsrechter: Werner Müller (SUI) |

|                                                                             |                 |       |                                 |                                                                                     |
| 16 november EK 1996 kwalificatie № 520 «onderlinge duels» 20:30 uur (UTC+1) | Italië          | 1 – 2 | Kroatië                         | Stadio La Favorita, Palermo Toeschouwers: 33.570 Scheidsrechter: Joël Quiniou (FRA) |
| 16 november EK 1996 kwalificatie № 520 «onderlinge duels» 20:30 uur (UTC+1) | Dino Baggio 89' |       | 32' Davor Šuker 57' Davor Šuker | Stadio La Favorita, Palermo Toeschouwers: 33.570 Scheidsrechter: Joël Quiniou (FRA) |

|                                                                          |                                                            |       |                    |                                                                                  |
| 21 december Vriendschappelijk № 521 «onderlinge duels» 20:30 uur (UTC+1) | Italië                                                     | 3 – 1 | Turkije            | Stadio Adriatico, Pescara Toeschouwers: 5.200 Scheidsrechter: Günter Benkö (AUT) |
| 21 december Vriendschappelijk № 521 «onderlinge duels» 20:30 uur (UTC+1) | Massimo Crippa 44' Attilio Lombardo 55' Luigi Apolloni 84' |       | 62' Tolunay Kafkas | Stadio Adriatico, Pescara Toeschouwers: 5.200 Scheidsrechter: Günter Benkö (AUT) |

### 1995
|                                                                          |                                                                                       |       |                 |                                                                                  |
| 25 maart EK 1996 kwalificatie № 522 «onderlinge duels» 20:30 uur (UTC+1) | Italië                                                                                | 4 – 1 | Estland         | Arechistadion, Salerno Toeschouwers: 38.000 Scheidsrechter: Roger Philippi (LUX) |
| 25 maart EK 1996 kwalificatie № 522 «onderlinge duels» 20:30 uur (UTC+1) | Gianfranco Zola 45' Demetrio Albertini 58' Gianfranco Zola 65' Fabrizio Ravanelli 82' |       | 72' Martin Reim | Arechistadion, Salerno Toeschouwers: 38.000 Scheidsrechter: Roger Philippi (LUX) |

|                                                                          |          |                                          |        |                                                                              |
| 29 maart EK 1996 kwalificatie № 523 «onderlinge duels» 21:30 uur (UTC+3) | Oekraïne | 0 – 2                                    | Italië | NSK Olimpiejsky, Kiev Toeschouwers: 22.000 Scheidsrechter: Sándor Puhl (HUN) |
| 29 maart EK 1996 kwalificatie № 523 «onderlinge duels» 21:30 uur (UTC+3) |          | 12' Attilio Lombardo 38' Gianfranco Zola |        | NSK Olimpiejsky, Kiev Toeschouwers: 22.000 Scheidsrechter: Sándor Puhl (HUN) |

|                                                                          |          |                     |        |                                                                                   |
| 26 april EK 1996 kwalificatie № 524 «onderlinge duels» 20:00 uur (UTC+3) | Litouwen | 0 – 1               | Italië | Žalgirisstadion, Vilnius Toeschouwers: 13.000 Scheidsrechter: Jim McCluskey (SCO) |
| 26 april EK 1996 kwalificatie № 524 «onderlinge duels» 20:00 uur (UTC+3) |          | 11' Gianfranco Zola |        | Žalgirisstadion, Vilnius Toeschouwers: 13.000 Scheidsrechter: Jim McCluskey (SCO) |

| |             |                         |        |                                                                                  |
| 19 juni Vriendschappelijk 100-jarig jubileumtoernooi SFV № 525 «onderlinge duels» 20:30 uur (UTC+2) | Zwitserland | 0 – 1                   | Italië | Stade Olympique, Lausanne Toeschouwers: 13.000 Scheidsrechter: Markus Merk (GER) |
| 19 juni Vriendschappelijk 100-jarig jubileumtoernooi SFV № 525 «onderlinge duels» 20:30 uur (UTC+2) |             | 55' Pierluigi Casiraghi |        | Stade Olympique, Lausanne Toeschouwers: 13.000 Scheidsrechter: Markus Merk (GER) |

| |                                           |       |        |                                                                               |
| 21 juni Vriendschappelijk 100-jarig jubileumtoernooi SFV № 526 «onderlinge duels» 20:00 uur (UTC+2) | Duitsland                                 | 2 – 0 | Italië | Letzigrund, Zürich Toeschouwers: 17.000 Scheidsrechter: Claude Détruche (SUI) |
| 21 juni Vriendschappelijk 100-jarig jubileumtoernooi SFV № 526 «onderlinge duels» 20:00 uur (UTC+2) | Thomas Helmer 4' Paolo Maldini 37' (e.d.) |       |        | Letzigrund, Zürich Toeschouwers: 17.000 Scheidsrechter: Claude Détruche (SUI) |

|                                                                             |                        |       |          |                                                                                 |
| 6 september EK 1996 kwalificatie № 527 «onderlinge duels» 20:30 uur (UTC+2) | Italië                 | 1 – 0 | Slovenië | Stadio Friuli, Udine Toeschouwers: 18.532 Scheidsrechter: Ladislav Gádoši (SVK) |
| 6 september EK 1996 kwalificatie № 527 «onderlinge duels» 20:30 uur (UTC+2) | Fabrizio Ravanelli 13' |       |          | Stadio Friuli, Udine Toeschouwers: 18.532 Scheidsrechter: Ladislav Gádoši (SVK) |

|                                                                           |                        |       |                        |                                                                                |
| 8 oktober EK 1996 kwalificatie № 528 «onderlinge duels» 20:30 uur (UTC+1) | Kroatië                | 1 – 1 | Italië                 | Poljudstadion, Split Toeschouwers: 30.255 Scheidsrechter: Jaap Uilenberg (NED) |
| 8 oktober EK 1996 kwalificatie № 528 «onderlinge duels» 20:30 uur (UTC+1) | Davor Šuker 48' (pen.) |       | 29' Demetrio Albertini | Poljudstadion, Split Toeschouwers: 30.255 Scheidsrechter: Jaap Uilenberg (NED) |

|                                                                             |                                                                 |       |                    |                                                                                       |
| 11 november EK 1996 kwalificatie № 529 «onderlinge duels» 20:30 uur (UTC+1) | Italië                                                          | 3 – 1 | Oekraïne           | Stadio San Nicola, Bari Toeschouwers: 43.999 Scheidsrechter: Serge Muhmenthaler (SUI) |
| 11 november EK 1996 kwalificatie № 529 «onderlinge duels» 20:30 uur (UTC+1) | Fabrizio Ravanelli 22' Fabrizio Ravanelli 49' Paolo Maldini 54' |       | 19' Andrii Polunin | Stadio San Nicola, Bari Toeschouwers: 43.999 Scheidsrechter: Serge Muhmenthaler (SUI) |

|                                                                             |                                                                                      |       |          |                                                                                          |
| 15 november EK 1996 kwalificatie № 530 «onderlinge duels» 20:15 uur (UTC+1) | Italië                                                                               | 4 – 0 | Litouwen | Stadio Giglio, Reggio Emilia Toeschouwers: 22.272 Scheidsrechter: Manuel Díaz Vega (ESP) |
| 15 november EK 1996 kwalificatie № 530 «onderlinge duels» 20:15 uur (UTC+1) | Alessandro Del Piero 51' Gianfranco Zola 65' Gianfranco Zola 81' Gianfranco Zola 83' |       |          | Stadio Giglio, Reggio Emilia Toeschouwers: 22.272 Scheidsrechter: Manuel Díaz Vega (ESP) |

### 1996
|                                                                         |                                                                        |       |       |                                                                                       |
| 24 januari Vriendschappelijk № 531 «onderlinge duels» 20:30 uur (UTC+1) | Italië                                                                 | 3 – 0 | Wales | Stadio Libero Liberati, Terni Toeschouwers: 16.095 Scheidsrechter: Guy Goethals (BEL) |
| 24 januari Vriendschappelijk № 531 «onderlinge duels» 20:30 uur (UTC+1) | Alessandro Del Piero 1' Fabrizio Ravanelli 50' Pierluigi Casiraghi 77' |       |       | Stadio Libero Liberati, Terni Toeschouwers: 16.095 Scheidsrechter: Guy Goethals (BEL) |

|                                                                      |                                            |       |                                              |                                                                                         |
| 29 mei Vriendschappelijk № 532 «onderlinge duels» 20:045 uur (UTC+1) | Italië                                     | 2 – 2 | België                                       | Stadio Giovanni Zini, Cremona Toeschouwers: 13.247 Scheidsrechter: Kurt Zuppinger (SUI) |
| 29 mei Vriendschappelijk № 532 «onderlinge duels» 20:045 uur (UTC+1) | Alessandro Del Piero 25' Enrico Chiesa 55' |       | 5' Geoffrey Claeys 11' (e.d.) Amedeo Carboni | Stadio Giovanni Zini, Cremona Toeschouwers: 13.247 Scheidsrechter: Kurt Zuppinger (SUI) |

|                                                                     |           |                                               |        |                                                                               |
| 1 juni Vriendschappelijk № 533 «onderlinge duels» 20:30 uur (UTC+2) | Hongarije | 0 – 2                                         | Italië | Népstadion, Boedapest Toeschouwers: 25.000 Scheidsrechter: Mateo Beusan (CRO) |
| 1 juni Vriendschappelijk № 533 «onderlinge duels» 20:30 uur (UTC+2) |           | 7' Pierluigi Casiraghi 47' (e.d.) János Bánfi |        | Népstadion, Boedapest Toeschouwers: 25.000 Scheidsrechter: Mateo Beusan (CRO) |

| Europees kampioenschap voetbal 1996 |
| ----------------------------------- |

|                                                                    |                                                |       |                     |                                                                           |
| 11 juni EK 1996 Groep C № 534 «onderlinge duels» 16:30 uur (UTC+1) | Italië                                         | 2 – 1 | Rusland             | Anfield, Liverpool Toeschouwers: 35.120 Scheidsrechter: Les Mottram (SCO) |
| 11 juni EK 1996 Groep C № 534 «onderlinge duels» 16:30 uur (UTC+1) | Pierluigi Casiraghi 4' Pierluigi Casiraghi 51' |       | 21' Illya Tsymbalar | Anfield, Liverpool Toeschouwers: 35.120 Scheidsrechter: Les Mottram (SCO) |

|                                                                |                                 |       |                   |                                                                                   |
| 14 juni EK 1996 Groep C № 535 «onderlinge duels» 19:30 (UTC+1) | Tsjechië                        | 2 – 1 | Italië            | Anfield, Liverpool Toeschouwers: 37.320 Scheidsrechter: Antonio López Nieto (ESP) |
| 14 juni EK 1996 Groep C № 535 «onderlinge duels» 19:30 (UTC+1) | Pavel Nedvěd 4' Radek Bejbl 35' |       | 18' Enrico Chiesa | Anfield, Liverpool Toeschouwers: 37.320 Scheidsrechter: Antonio López Nieto (ESP) |

|                                                                    |        |       |           |                                                                                  |
| 19 juni EK 1996 Groep C № 536 «onderlinge duels» 19:30 uur (UTC+1) | Italië | 0 – 0 | Duitsland | Old Trafford, Manchester Toeschouwers: 53.740 Scheidsrechter: Guy Goethals (BEL) |
| 19 juni EK 1996 Groep C № 536 «onderlinge duels» 19:30 uur (UTC+1) |        |       |           | Old Trafford, Manchester Toeschouwers: 53.740 Scheidsrechter: Guy Goethals (BEL) |

|  |  |  |  |  |  |  |  |  |

|                                                                           |                        |       |                                                                             |                                                                                        |
| 5 oktober WK 1998 kwalificatie № 537 «onderlinge duels» 21:15 uur (UTC+3) | Moldavië               | 1 – 3 | Italië                                                                      | Stadionul Republican, Chisinau Toeschouwers: 11.085 Scheidsrechter: Gerd Grabner (AUT) |
| 5 oktober WK 1998 kwalificatie № 537 «onderlinge duels» 21:15 uur (UTC+3) | Alexandru Curtianu 12' |       | 8' Fabrizio Ravanelli 69' Pierluigi Casiraghi 87' (pen.) Fabrizio Ravanelli | Stadionul Republican, Chisinau Toeschouwers: 11.085 Scheidsrechter: Gerd Grabner (AUT) |

|                                                                           |                        |       |         |                                                                                     |
| 9 oktober WK 1998 kwalificatie № 538 «onderlinge duels» 20:30 uur (UTC+2) | Italië                 | 1 – 0 | Georgië | Stadio Renato Curi, Perugia Toeschouwers: 16.146 Scheidsrechter: Eric Blareau (BEL) |
| 9 oktober WK 1998 kwalificatie № 538 «onderlinge duels» 20:30 uur (UTC+2) | Fabrizio Ravanelli 43' |       |         | Stadio Renato Curi, Perugia Toeschouwers: 16.146 Scheidsrechter: Eric Blareau (BEL) |

|                                                                         |                                       |       |                   |                                                                                    |
| 6 november Vriendschappelijk № 539 «onderlinge duels» 13:30 uur (UTC+1) | Bosnië en Herzegovina                 | 2 – 1 | Italië            | Koševostadion, Sarajevo Toeschouwers: 40.000 Scheidsrechter: Robert Sedlacek (AUT) |
| 6 november Vriendschappelijk № 539 «onderlinge duels» 13:30 uur (UTC+1) | Hasan Salihamidžić 6' Elvir Bolić 44' |       | 10' Enrico Chiesa | Koševostadion, Sarajevo Toeschouwers: 40.000 Scheidsrechter: Robert Sedlacek (AUT) |

### 1997
|                                                                         |                                             |       |               |                                                                                      |
| 22 januari Vriendschappelijk № 540 «onderlinge duels» 20:45 uur (UTC+1) | Italië                                      | 2 – 0 | Noord-Ierland | Stadio La Favorita, Palermo Toeschouwers: 30.886 Scheidsrechter: Lutz Fröhlich (GER) |
| 22 januari Vriendschappelijk № 540 «onderlinge duels» 20:45 uur (UTC+1) | Gianfranco Zola 9' Alessandro Del Piero 88' |       |               | Stadio La Favorita, Palermo Toeschouwers: 30.886 Scheidsrechter: Lutz Fröhlich (GER) |

|                                                                           |          |                     |        |                                                                                |
| 12 februari WK 1998 kwalificatie № 541 «onderlinge duels» 20:00 uur (UTC) | Engeland | 0 – 1               | Italië | Wembley Stadium, Londen Toeschouwers: 75.055 Scheidsrechter: Sándor Puhl (HUN) |
| 12 februari WK 1998 kwalificatie № 541 «onderlinge duels» 20:00 uur (UTC) |          | 19' Gianfranco Zola |        | Wembley Stadium, Londen Toeschouwers: 75.055 Scheidsrechter: Sándor Puhl (HUN) |

|                                                                          |                                                           |       |          |                                                                                       |
| 29 maart WK 1998 kwalificatie № 542 «onderlinge duels» 20:45 uur (UTC+1) | Italië                                                    | 3 – 0 | Moldavië | Stadio del Conero, Triëst Toeschouwers: 20.767 Scheidsrechter: Gilles Veissière (FRA) |
| 29 maart WK 1998 kwalificatie № 542 «onderlinge duels» 20:45 uur (UTC+1) | Paolo Maldini 24' Gianfranco Zola 45' Christian Vieri 54' |       |          | Stadio del Conero, Triëst Toeschouwers: 20.767 Scheidsrechter: Gilles Veissière (FRA) |

|                                                                         |       |       |        |                                                                               |
| 2 april WK 1998 kwalificatie № 543 «onderlinge duels» 20:30 uur (UTC+2) | Polen | 0 – 0 | Italië | Śląskistadion, Chorzów Toeschouwers: 32.000 Scheidsrechter: Kim Nielsen (DEN) |
| 2 april WK 1998 kwalificatie № 543 «onderlinge duels» 20:30 uur (UTC+2) |       |       |        | Śląskistadion, Chorzów Toeschouwers: 32.000 Scheidsrechter: Kim Nielsen (DEN) |

|                                                                          |                                                            |       |       |                                                                                        |
| 30 april WK 1998 kwalificatie № 544 «onderlinge duels» 20:45 uur (UTC+2) | Italië                                                     | 3 – 0 | Polen | Stadio San Paolo, Napoli Toeschouwers: 35.327 Scheidsrechter: José García-Aranda (ESP) |
| 30 april WK 1998 kwalificatie № 544 «onderlinge duels» 20:45 uur (UTC+2) | Roberto Di Matteo 24' Paolo Maldini 38' Roberto Baggio 62' |       |       | Stadio San Paolo, Napoli Toeschouwers: 35.327 Scheidsrechter: José García-Aranda (ESP) |

|                                                                          |                                 |       |        |                                                                                       |
| 4 juni Tournoi de France 1997 № 545 «onderlinge duels» 19:30 uur (UTC+2) | Engeland                        | 2 – 0 | Italië | Stade de la Beaujoire, Nantes Toeschouwers: 25.000 Scheidsrechter: Günter Benkö (AUT) |
| 4 juni Tournoi de France 1997 № 545 «onderlinge duels» 19:30 uur (UTC+2) | Ian Wright 25' Paul Scholes 43' |       |        | Stade de la Beaujoire, Nantes Toeschouwers: 25.000 Scheidsrechter: Günter Benkö (AUT) |

|                                                                          |                                                     |       |                                                                           |                                                                                      |
| 8 juni Tournoi de France 1997 № 546 «onderlinge duels» 20:30 uur (UTC+2) | Brazilië                                            | 3 – 3 | Italië                                                                    | Stade de Gerland, Lyon Toeschouwers: 30.000 Scheidsrechter: Serge Muhmenthaler (SUI) |
| 8 juni Tournoi de France 1997 № 546 «onderlinge duels» 20:30 uur (UTC+2) | Attilio Lombardo 35' (e.d.) Ronaldo 72' Romário 85' |       | 6' Alessandro Del Piero 23' (e.d.) Aldair 61' (pen.) Alessandro Del Piero | Stade de Gerland, Lyon Toeschouwers: 30.000 Scheidsrechter: Serge Muhmenthaler (SUI) |

|                                                                           |                                         |       |                                                         |                                                                                         |
| 11 juni Tournoi de France 1997 № 547 «onderlinge duels» 19:45 uur (UTC+2) | Frankrijk                               | 2 – 2 | Italië                                                  | Parc des Princes, Parijs Toeschouwers: 23.137 Scheidsrechter: Antonio López Nieto (ESP) |
| 11 juni Tournoi de France 1997 № 547 «onderlinge duels» 19:45 uur (UTC+2) | Zinédine Zidane 12' Youri Djorkaeff 73' |       | 61' Pierluigi Casiraghi 90' (pen.) Alessandro Del Piero | Parc des Princes, Parijs Toeschouwers: 23.137 Scheidsrechter: Antonio López Nieto (ESP) |

|                                                                              |         |       |        |                                                                                           |
| 10 september WK 1998 kwalificatie № 548 «onderlinge duels» 21:00 uur (UTC+4) | Georgië | 0 – 0 | Italië | Boris Paitsjadzestadion, Tbilisi Toeschouwers: 51.117 Scheidsrechter: Rune Pedersen (NOR) |
| 10 september WK 1998 kwalificatie № 548 «onderlinge duels» 21:00 uur (UTC+4) |         |       |        | Boris Paitsjadzestadion, Tbilisi Toeschouwers: 51.117 Scheidsrechter: Rune Pedersen (NOR) |

|                                                                             |        |       |          |                                                                                     |
| 11 november WK 1998 kwalificatie № 549 «onderlinge duels» 20:45 uur (UTC+2) | Italië | 0 – 0 | Engeland | Stadio Olimpico, Rome Toeschouwers: 81.200 Scheidsrechter: Mario van der Ende (NED) |
| 11 november WK 1998 kwalificatie № 549 «onderlinge duels» 20:45 uur (UTC+2) |        |       |          | Stadio Olimpico, Rome Toeschouwers: 81.200 Scheidsrechter: Mario van der Ende (NED) |

|                                                                                     |                            |       |                     |                                                                                  |
| 29 oktober WK 1998 kwalificatie Play-off № 550 «onderlinge duels» 20:30 uur (UTC+3) | Rusland                    | 1 – 1 | Italië              | Dinamostadion, Moskou Toeschouwers: 20.000 Scheidsrechter: Peter Mikkelsen (DEN) |
| 29 oktober WK 1998 kwalificatie Play-off № 550 «onderlinge duels» 20:30 uur (UTC+3) | Fabio Cannavaro 51' (e.d.) |       | 49' Christian Vieri | Dinamostadion, Moskou Toeschouwers: 20.000 Scheidsrechter: Peter Mikkelsen (DEN) |

|                                                                                      |                         |       |         |                                                                                        |
| 15 november WK 1998 kwalificatie Play-off № 551 «onderlinge duels» 20:45 uur (UTC+1) | Italië                  | 1 – 0 | Rusland | Stadio San Paolo, Napels Toeschouwers: 69.207 Scheidsrechter: Serge Muhmenthaler (SUI) |
| 15 november WK 1998 kwalificatie Play-off № 551 «onderlinge duels» 20:45 uur (UTC+1) | Pierluigi Casiraghi 53' |       |         | Stadio San Paolo, Napels Toeschouwers: 69.207 Scheidsrechter: Serge Muhmenthaler (SUI) |

### 1998
|                                                                         |                                                                       |       |           |                                                                                           |
| 28 januari Vriendschappelijk № 552 «onderlinge duels» 18:00 uur (UTC+1) | Italië                                                                | 3 – 0 | Slowakije | Stadio Angelo Massimino, Catania Toeschouwers: 23.921 Scheidsrechter: Charles Agius (MLT) |
| 28 januari Vriendschappelijk № 552 «onderlinge duels» 18:00 uur (UTC+1) | Milan Timko 48' (e.d.) Alessandro Del Piero 53' Roberto Di Matteo 63' |       |           | Stadio Angelo Massimino, Catania Toeschouwers: 23.921 Scheidsrechter: Charles Agius (MLT) |

|                                                                       |                                                              |       |                                  |                                                                                   |
| 22 april Vriendschappelijk № 553 «onderlinge duels» 20:45 uur (UTC+2) | Italië                                                       | 3 – 1 | Paraguay                         | Stadio Ennio Tardini, Parma Toeschouwers: 21.232 Scheidsrechter: Alain Sars (FRA) |
| 22 april Vriendschappelijk № 553 «onderlinge duels» 20:45 uur (UTC+2) | Paolo Maldini 5' Francesco Moriero 17' Francesco Moriero 68' |       | 60' (e.d.) Alessandro Costacurta | Stadio Ennio Tardini, Parma Toeschouwers: 21.232 Scheidsrechter: Alain Sars (FRA) |

|                                                                     |                      |       |        |                                                                         |
| 2 juni Vriendschappelijk № 554 «onderlinge duels» 18:15 uur (UTC+2) | Zweden               | 1 – 0 | Italië | Ullevi, Göteborg Toeschouwers: 25.553 Scheidsrechter: Terje Hauge (NOR) |
| 2 juni Vriendschappelijk № 554 «onderlinge duels» 18:15 uur (UTC+2) | Kennet Andersson 90' |       |        | Ullevi, Göteborg Toeschouwers: 25.553 Scheidsrechter: Terje Hauge (NOR) |

| Wereldkampioenschap voetbal 1998 |
| -------------------------------- |

|                                                                    |                                              |       |                                     |                                                                                      |
| 11 juni WK 1998 Groep B № 555 «onderlinge duels» 17:30 uur (UTC+2) | Italië                                       | 2 – 2 | Chili                               | Parc Lescure, Bordeaux Toeschouwers: 31.800 Scheidsrechter: Lucien Bouchardeau (NIG) |
| 11 juni WK 1998 Groep B № 555 «onderlinge duels» 17:30 uur (UTC+2) | Christian Vieri 10' Roberto Baggio 85' (pen) |       | 45' Marcelo Salas 49' Marcelo Salas | Parc Lescure, Bordeaux Toeschouwers: 31.800 Scheidsrechter: Lucien Bouchardeau (NIG) |

|                                                                    |                                                            |       |          |                                                                                          |
| 17 juni WK 1998 Groep B № 556 «onderlinge duels» 21:00 uur (UTC+2) | Italië                                                     | 3 – 0 | Kameroen | Stade de la Mosson, Montpellier Toeschouwers: 29.800 Scheidsrechter: Edward Lennie (AUS) |
| 17 juni WK 1998 Groep B № 556 «onderlinge duels» 21:00 uur (UTC+2) | Luigi Di Biagio 7' Christian Vieri 75' Christian Vieri 89' |       |          | Stade de la Mosson, Montpellier Toeschouwers: 29.800 Scheidsrechter: Edward Lennie (AUS) |

|                                                                    |                                        |       |                          |                                                                                     |
| 23 juni WK 1998 Groep B № 557 «onderlinge duels» 16:00 uur (UTC+2) | Italië                                 | 2 – 1 | Oostenrijk               | Stade de France, Saint-Denis Toeschouwers: 80.000 Scheidsrechter: Paul Durkin (ENG) |
| 23 juni WK 1998 Groep B № 557 «onderlinge duels» 16:00 uur (UTC+2) | Christian Vieri 49' Roberto Baggio 89' |       | 90' (pen) Andreas Herzog | Stade de France, Saint-Denis Toeschouwers: 80.000 Scheidsrechter: Paul Durkin (ENG) |

|                                                                           |                     |       |           |                                                                                       |
| 27 juni WK 1998 Achtste finale № 558 «onderlinge duels» 16:30 uur (UTC+2) | Italië              | 1 – 0 | Noorwegen | Stade Vélodrome, Marseille Toeschouwers: 55.000 Scheidsrechter: Bernd Heynemann (GER) |
| 27 juni WK 1998 Achtste finale № 558 «onderlinge duels» 16:30 uur (UTC+2) | Christian Vieri 18' |       |           | Stade Vélodrome, Marseille Toeschouwers: 55.000 Scheidsrechter: Bernd Heynemann (GER) |

|                                                                       |                                                                              |              |                                                                                         |                                                                                     |
| 3 juli WK 1998 Kwartfinale № 559 «onderlinge duels» 16:30 uur (UTC+2) | Frankrijk                                                                    | 0 – 0 (n.v.) | Italië                                                                                  | Stade de France, Saint-Denis Toeschouwers: 77.000 Scheidsrechter: Hugh Dallas (SCO) |
| 3 juli WK 1998 Kwartfinale № 559 «onderlinge duels» 16:30 uur (UTC+2) |                                                                              |              |                                                                                         | Stade de France, Saint-Denis Toeschouwers: 77.000 Scheidsrechter: Hugh Dallas (SCO) |
| 3 juli WK 1998 Kwartfinale № 559 «onderlinge duels» 16:30 uur (UTC+2) | Strafschoppen                                                                |              |                                                                                         | Stade de France, Saint-Denis Toeschouwers: 77.000 Scheidsrechter: Hugh Dallas (SCO) |
| 3 juli WK 1998 Kwartfinale № 559 «onderlinge duels» 16:30 uur (UTC+2) | Zinédine Zidane Bixente Lizarazu David Trezeguet Thierry Henry Laurent Blanc | 4–3          | Roberto Baggio Demetrio Albertini Alessandro Costacurta Christian Vieri Luigi Di Biagio | Stade de France, Saint-Denis Toeschouwers: 77.000 Scheidsrechter: Hugh Dallas (SCO) |

|  |  |  |  |  |  |  |  |  |

|                                                                             |       |                                     |        |                                                                           |
| 5 september EK 2000 kwalificatie № 560 «onderlinge duels» 19:45 uur (UTC+1) | Wales | 0 – 2                               | Italië | Anfield, Liverpool Toeschouwers: 23.160 Scheidsrechter: Terje Hauge (NOR) |
| 5 september EK 2000 kwalificatie № 560 «onderlinge duels» 19:45 uur (UTC+1) |       | 19' Diego Fuser 77' Christian Vieri |        | Anfield, Liverpool Toeschouwers: 23.160 Scheidsrechter: Terje Hauge (NOR) |

|                                                                            |                                                   |       |             |                                                                            |
| 10 oktober EK 2000 kwalificatie № 561 «onderlinge duels» 20:45 uur (UTC+2) | Italië                                            | 2 – 0 | Zwitserland | Stadio Friuli, Udine Toeschouwers: 35.247 Scheidsrechter: Alain Sars (FRA) |
| 10 oktober EK 2000 kwalificatie № 561 «onderlinge duels» 20:45 uur (UTC+2) | Alessandro Del Piero 19' Alessandro Del Piero 61' |       |             | Stadio Friuli, Udine Toeschouwers: 35.247 Scheidsrechter: Alain Sars (FRA) |

|                                                                          |                                         |       |                                                               |                                                                                 |
| 18 november Vriendschappelijk № 562 «onderlinge duels» 20:45 uur (UTC+1) | Italië                                  | 2 – 2 | Spanje                                                        | Arechistadion, Salerno Toeschouwers: 17.981 Scheidsrechter: Fernand Meese (BEL) |
| 18 november Vriendschappelijk № 562 «onderlinge duels» 20:45 uur (UTC+1) | Filippo Inzaghi 13' Filippo Inzaghi 74' |       | 33' Francisco Javier de Pedro 82' (pen.) Raúl González Blanco | Arechistadion, Salerno Toeschouwers: 17.981 Scheidsrechter: Fernand Meese (BEL) |

|                                                                                        | |       |                                       |                                                                              |
| 16 december Vriendschappelijk 100-jarig jubileumwedstrijd FIGC № 563 21:00 uur (UTC+1) | Italië | 6 – 2 | Rest van de wereld                    | Stadio Olimpico, Rome Toeschouwers: 21.352 Scheidsrechter: Rémi Harrel (FRA) |
| 16 december Vriendschappelijk 100-jarig jubileumwedstrijd FIGC № 563 21:00 uur (UTC+1) | Filippo Inzaghi 9' Eusebio Di Francesco 36' Diego Fuser 43' Enrico Chiesa 57' Enrico Chiesa 79' Enrico Chiesa 87' |       | 20' Gabriel Batistuta 22' George Weah | Stadio Olimpico, Rome Toeschouwers: 21.352 Scheidsrechter: Rémi Harrel (FRA) |

### 1999
|                                                                          |        |       |           |                                                                                         |
| 10 februari Vriendschappelijk № 564 «onderlinge duels» 20:45 uur (UTC+1) | Italië | 0 – 0 | Noorwegen | Arena Garibaldi, Pisa Toeschouwers: 17.651 Scheidsrechter: Manuel Mejuto González (ESP) |
| 10 februari Vriendschappelijk № 564 «onderlinge duels» 20:45 uur (UTC+1) |        |       |           | Arena Garibaldi, Pisa Toeschouwers: 17.651 Scheidsrechter: Manuel Mejuto González (ESP) |

|                                                                          |               |       |                                      |                                                                                   |
| 27 maart EK 2000 kwalificatie № 565 «onderlinge duels» 19:15 uur (UTC+1) | Denemarken    | 1 – 2 | Italië                               | Parken, Kopenhagen Toeschouwers: 41.429 Scheidsrechter: Antonio López Nieto (ESP) |
| 27 maart EK 2000 kwalificatie № 565 «onderlinge duels» 19:15 uur (UTC+1) | Ebbe Sand 56' |       | 1' Filippo Inzaghi 86' Antonio Conte | Parken, Kopenhagen Toeschouwers: 41.429 Scheidsrechter: Antonio López Nieto (ESP) |

|                                                                          |                            |       |                           |                                                                                    |
| 31 maart EK 2000 kwalificatie № 566 «onderlinge duels» 20:45 uur (UTC+2) | Italië                     | 1 – 1 | Wit-Rusland               | Stadio del Conero, Ancona Toeschouwers: 20.735 Scheidsrechter: Michel Piraux (BEL) |
| 31 maart EK 2000 kwalificatie № 566 «onderlinge duels» 20:45 uur (UTC+2) | Filippo Inzaghi 32' (pen.) |       | 25' Valyantsin Byalkevich | Stadio del Conero, Ancona Toeschouwers: 20.735 Scheidsrechter: Michel Piraux (BEL) |

|                                                                       |         |       |        |                                                                                   |
| 28 april Vriendschappelijk № 567 «onderlinge duels» 17:00 uur (UTC+2) | Kroatië | 0 – 0 | Italië | Maksimirstadion, Zagreb Toeschouwers: 10.000 Scheidsrechter: Georg Dardenne (GER) |
| 28 april Vriendschappelijk № 567 «onderlinge duels» 17:00 uur (UTC+2) |         |       |        | Maksimirstadion, Zagreb Toeschouwers: 10.000 Scheidsrechter: Georg Dardenne (GER) |

|                                                                        |                                                                            |       |       |                                                                                            |
| 5 juni EK 2000 kwalificatie № 568 «onderlinge duels» 20:45 uur (UTC+2) | Italië                                                                     | 4 – 0 | Wales | Stadio Renato Dall'Ara, Bologna Toeschouwers: 12.392 Scheidsrechter: Edgar Steinborn (GER) |
| 5 juni EK 2000 kwalificatie № 568 «onderlinge duels» 20:45 uur (UTC+2) | Christian Vieri 7' Filippo Inzaghi 37' Paolo Maldini 40' Enrico Chiesa 89' |       |       | Stadio Renato Dall'Ara, Bologna Toeschouwers: 12.392 Scheidsrechter: Edgar Steinborn (GER) |

|                                                                        |             |       |        |                                                                                  |
| 9 juni EK 2000 kwalificatie № 569 «onderlinge duels» 20:15 uur (UTC+2) | Zwitserland | 0 – 0 | Italië | Stade Olympique, Lausanne Toeschouwers: 13.124 Scheidsrechter: Graham Poll (ENG) |
| 9 juni EK 2000 kwalificatie № 569 «onderlinge duels» 20:15 uur (UTC+2) |             |       |        | Stade Olympique, Lausanne Toeschouwers: 13.124 Scheidsrechter: Graham Poll (ENG) |

|                                                                             |                                     |       |                                                                        |                                                                              |
| 8 september EK 2000 kwalificatie № 570 «onderlinge duels» 20:45 uur (UTC+2) | Italië                              | 2 – 3 | Denemarken                                                             | Stadio San Paolo, Napels Toeschouwers: 46.919 Scheidsrechter: Dick Jol (NED) |
| 8 september EK 2000 kwalificatie № 570 «onderlinge duels» 20:45 uur (UTC+2) | Diego Fuser 10' Christian Vieri 39' |       | 40' (pen.) Martin Jørgensen 57' Morten Wieghorst 63' Jon Dahl Tomasson | Stadio San Paolo, Napels Toeschouwers: 46.919 Scheidsrechter: Dick Jol (NED) |

|                                                                           |             |       |        |                                                                                |
| 9 oktober EK 2000 kwalificatie № 571 «onderlinge duels» 20:30 uur (UTC+3) | Wit-Rusland | 0 – 0 | Italië | Dinamostadion, Minsk Toeschouwers: 25.500 Scheidsrechter: Claude Colombo (FRA) |
| 9 oktober EK 2000 kwalificatie № 571 «onderlinge duels» 20:30 uur (UTC+3) |             |       |        | Dinamostadion, Minsk Toeschouwers: 25.500 Scheidsrechter: Claude Colombo (FRA) |

|                                                                          |                  |       |                                                   |                                                                                      |
| 13 november Vriendschappelijk № 572 «onderlinge duels» 20:30 uur (UTC+1) | Italië           | 1 – 3 | België                                            | Stadio Via del Mare, Lecce Toeschouwers: 9.550 Scheidsrechter: Edgar Steinborn (GER) |
| 13 november Vriendschappelijk № 572 «onderlinge duels» 20:30 uur (UTC+1) | Paolo Vanoli 26' |       | 7' Gilles De Bilde 69' Marc Wilmots 86' Bart Goor | Stadio Via del Mare, Lecce Toeschouwers: 9.550 Scheidsrechter: Edgar Steinborn (GER) |

CONMEBOL: Bolivia · Chili  · Colombia · Ecuador · Uruguay · Venezuela

UEFA: Albanië · Andorra · Armenië · Azerbeidzjan · België · Bosnië en Herzegovina · Bulgarije · Cyprus · Denemarken · (West-)Duitsland · Duitse Democratische Republiek · Engeland · Estland · Faeröer · Finland · Frankrijk · Georgië · Griekenland · Hongarije · IJsland · Ierland · Israël · Italië · Joegoslavië · Kroatië · Letland · Liechtenstein · Litouwen · Luxemburg · Malta · Moldavië · Nederland · Noord-Ierland · Noord-Macedonië · Noorwegen · Oekraïne · Oostenrijk · Polen · Portugal · Roemenië · Rusland · San Marino · Schotland · Slovenië · Slowakije · Sovjet-Unie/GOS ·  Spanje · Tsjechië · Tsjecho-Slowakije · Turkije · Wales · Wit-Rusland · Zweden · Zwitserland

AFC: Kazachstan

CAF: Madagaskar

CONCACAF: Belize · Canada
FIGC · A-internationals · Selecties · Bondscoaches · Italiaans vrouwenelftal · Olympisch elftal · Italië U21 · Italië U20 · Italië U19 · Italië U18 · Italië U17 · Italië U16 · Vrouwen U17
1910 – 1919 ·
1920 – 1929 ·
1930 – 1939 ·
1940 – 1949 ·
1950 – 1959 ·
1960 – 1969 ·
1970 – 1979 ·
1980 – 1989 ·
1990 – 1999 ·
2000 – 2009 ·
2010 – 2019 ·
2020 − 2029
EK's: 1968 · 
1980 · 
1988 · 
1996 · 
2000 · 
2004 · 
2008 · 
2012 · 
2016 ·
2020 ·
2024
WK's: 1934 · 
1938 · 
1950 · 
1954 · 
1962 · 
1966 · 
1970 · 
1974 · 
1978 · 
1982 · 
1986 · 
1990 · 
1994 · 
1998 · 
2002 · 
2006 · 
2010 · 
2014
OS: 1912 · 
1920 · 
1924 · 
1928 · 
1936 · 
1948 · 
1952 · 
1960 · 
1984 · 
1988 · 
1992 · 
1996 · 
2000 · 
2004 · 
2008
1911 · 
1912 · 
1913 · 
1914 · 
1915 · 
1916 · 1917 · 1918 · 1919 · 
1920 · 
1921 · 
1922 · 
1923 · 
1924 · 
1925 · 
1926 · 
1927 · 
1928 · 
1929 · 
1930 · 
1931 · 
1932 · 
1933 · 
1934 · 
1935 · 
1936 · 
1937 · 
1938 · 
1939 · 
1940 · 
1941 · 
1942 · 
1943 · 1944 · 
1945 · 
1946 · 
1947 · 
1948 · 
1949 · 
1950 · 
1952 · 
1952 · 
1953 · 
1954 · 
1955 · 
1956 · 
1957 · 
1958 · 
1959 · 
1960 · 
1961 · 
1962 · 
1963 · 
1964 · 
1965 · 
1966 · 
1967 · 
1968 · 
1969 · 
1970 · 
1971 · 
1972 · 
1973 · 
1974 · 
1975 · 
1976 · 
1977 · 
1978 · 
1979 · 
1980 · 
1981 · 
1982 · 
1983 · 
1984 · 
1985 · 
1986 · 
1987 · 
1988 · 
1989 · 
1990 ·
1991 · 
1992 · 
1993 · 
1994 · 
1995 · 
1996 · 
1997 · 
1998 · 
1999 · 
2000 · 
2001 · 
2002 · 
2003 · 
2004 · 
2005 · 
2006 · 
2007 · 
2008 · 
2009 · 
2010 · 
2011 · 
2012 · 
2013 · 
2014 · 
2015 · 
2016 · 
2017 ·
2018 ·
2019 ·
2020 ·
2021 ·
2022 ·
2023 ·
2024
Albanië ·
Algerije ·
Argentinië ·
Armenië ·
Australië ·
Azerbeidzjan ·
België ·
Bosnië en Herzegovina ·
Brazilië ·
Bulgarije ·
Canada ·
Chili ·
China ·
Costa Rica ·
Cyprus ·
DDR ·
Denemarken ·
Duitsland ·
Ecuador ·
Egypte ·
Engeland ·
Estland ·
Faeröer ·
Finland ·
Frankrijk ·
Georgië ·
Ghana ·
Griekenland ·
Haïti ·
Hongarije ·
Ierland ·
IJsland ·
Israël ·
Ivoorkust ·
Japan ·
Joegoslavië ·
Kameroen ·
Kroatië ·
Liechtenstein · 
Litouwen ·
Luxemburg ·
Malta ·
Marokko ·
Mexico ·
Moldavië ·
Montenegro ·
Nederland ·
Nieuw-Zeeland ·
Nigeria ·
Noord-Ierland ·
Noord-Korea ·
Noord-Macedonië ·
Noorwegen ·
Oekraïne ·
Oostenrijk ·
Paraguay ·
Peru ·
Polen ·
Portugal ·
Roemenië ·
Rusland ·
San Marino ·
Saoedi-Arabië ·
Schotland ·
Servië ·
Servië en Montenegro ·
Slovenië ·
Slowakije ·
Sovjet-Unie ·
Spanje ·
Tsjechië ·
Tsjecho-Slowakije ·
Tunesië ·
Turkije ·
Uruguay ·
Venezuela ·
Verenigde Staten ·
Wales ·
Wit-Rusland ·
Zuid-Afrika ·
Zuid-Korea ·
Zweden ·
Zwitserland
Argentinië (1982) · 
Australië (2006) · 
België (2016) · 
België (2021) · 
Brazilië (1970) · 
Brazilië (1982) · 
Brazilië (1994) · 
Costa Rica (2014) · 
Duitsland (2006) · 
Duitsland (2012) · 
Engeland (2012) ·
Engeland (2014) ·
Engeland (2021) ·
Frankrijk (2000) · 
Frankrijk (2006) · 
Frankrijk (2008) · 
Ghana (2006) · 
Hongarije (1938) · 
Ierland (2012) · 
Joegoslavië (1968) · 
Kameroen (1982) · 
Kroatië (2012) · 
Nederland (2008) · 
Nieuw-Zeeland (2010) · 
Oekraïne (2006) · 
Oostenrijk (2021) · 
Paraguay (2010) · 
Peru (1982) · 
Polen (1982, 1) · 
Polen (1982, 2) · 
Roemenië (2008) · 
Spanje (2008) ·
Spanje (2012, 1) ·
Spanje (2012, 2) ·
Spanje (2016) ·
Spanje (2021) ·
Tsjechië (2006) · 
Turkije (2021) · 
Uruguay (2014) · 
Verenigde Staten (2006) · 
Wales (2021) · 
West-Duitsland (1982) · 
Zweden (2016) · 
Zwitserland (2021)